# Seclin
Seclin – miejscowość i gmina we Francji, w regionie Hauts-de-France, w departamencie Nord.
Według danych na rok 1990 gminę zamieszkiwało 12 281 osób, a gęstość zaludnienia wynosiła 705 osób/km² (wśród 1549 gmin regionu Nord-Pas-de-Calais Seclin plasuje się na 60. miejscu pod względem liczby ludności, natomiast pod względem powierzchni na miejscu 89.).
W mieście znajduje się stacja kolejowa Gare de Seclin.

## Miasta partnerskie
- Zabrze (Polska)